# Борго Боско (Рагуза)
Борго Боско (итал. Borgo Bosco) је насеље у Италији у округу Рагуза, региону Сицилија.
Према процени из 2011. у насељу је живело 30 становника. Насеље се налази на надморској висини од 193 м.